# Tim Buckley
Timothy "Tim" Charles Buckley (Washington, DC, 14 de fevereiro de 1947 — Santa Mônica, 29 de junho de 1975) foi um músico americano.
Tim Buckley estreou em gravações em 1966, após ser visto pelo empresário de Frank Zappa durante uma apresentação em Los Angeles. O álbum, que levava seu nome refletia claramente uma influência do folk, em especial de Bob Dylan; sua voz chamava a atenção pelos agudos, que o aproximavam de um cantor de coral.
"Goodbye and Hello", do ano seguinte, é talvez seu trabalho mais conhecido, no qual o acompanhamento de banda é substituído por intrincados arranjos de cordas e metais, e as letras tornam-se mais ambiciosas.
Em seu terceiro álbum, o mais conceituado pela crítica, Tim flerta com o cool jazz de Miles Davis e abaixa seu tom de voz; esta aproximação com o jazz pontuaria também seus álbuns seguintes.
Seus últimos álbuns mostram uma reaproximação com o pop.
Tim Buckley era pai de Jeff Buckley, também cantor, fruto do seu casamento com uma pianista. 
Morreu de overdose de heroina e morfina aos 28 anos.

## Discografia
- Tim Buckley (1966)
- Goodbye & Hello (1967)
- Happy/Sad (1969)
- Blue Afternoon (1969)
- Lorca (1970)
- Starsailor (1970)
- Greetings From LA (1972)
- Sefronia (1973)
- Look At The Fool (1974)
- Dream Letter (live) (1991)